# Золтан Горват
Золтан Горват (угор. Horváth Zoltán; 12 березня 1937, Балатонфюред, Угорщина — 12 червня 2025) — угорський фехтувальник, який спеціалізувався у фехтуванні з шаблею. Переможець Літніх Олімпійських ігор 1960 у складі збірної Угорщини.

## Кар'єра
На Олімпіаді 1960, крім командного золота в шаблі, Горват завоював індивідуальне срібло, програвши фінал співвітчизнику Рудольфу Карпті. Горват також брав участь в Літніх Олімпійських ігор 1964, зайнявши п'яте місце в командних змаганнях.
На чемпіонатах світу його найвдаліший рік був 1962, коли він виграв золото в індивідуальних змаганнях та срібло з командою. Крім того, він ще тричі був чемпіоном світу як індивідуально так і з командою.